# ブロードウェイのダニー・ローズ
『ブロードウェイのダニー・ローズ』（Broadway Danny Rose）は、ウディ・アレン監督・脚本・主演の1984年のモノクロ・コメディ映画である。

## キャスト
※括弧内は日本語吹替
- ダニー・ローズ - ウディ・アレン（富山敬）
- ティナ・ヴィターレ - ミア・ファロー（井上瑤）
- ルー・カノーヴァ - ニック・アポロ・フォルテ（屋良有作）
- テレサ・カノーヴァ - サンディ・リッチマン
- バーニー・ダン - ハーブ・レイノルズ（緒方賢一）
- ジョニー・リスポリ - エドウィン・ボード（増岡弘）
- シド・バカラック - ジェラルド・シェーンフェルド（村松康雄）
- ハービー・ジェイソン - ロバート・ウェイル（神山卓三）
- サンディ・バロン（仲木隆司）
- コーベット・モニカ（西村知道）
- ジャッキー・ゲイル（石森達幸）
- モーティ・ガンティ（嶋俊介）
- ウィル・ジョーダン（中庸助）
- ジャック・ロリンズ（沢りつお）
- ハワード・ストーム（江原正士）
- ミルトン・バール
- ハワード・コセル
- ジョー・フランクリン（広瀬正志）
- 金をちぎる男 - マイケル・バダルコ（広瀬正志）

## 受賞とノミネート
| 映画祭・賞           | 部門                                    | 候補           | 結果       |
| -------------------- | --------------------------------------- | -------------- | ---------- |
| アカデミー賞         | 監督賞                                  | ウディ・アレン | ノミネート |
| アカデミー賞         | 脚本賞                                  | ウディ・アレン | ノミネート |
| 英国アカデミー賞     | オリジナル脚本賞                        | ウディ・アレン | 受賞       |
| ゴールデングローブ賞 | 主演女優賞 (ミュージカル・コメディ部門) | ミア・ファロー | ノミネート |